# Exhyalanthrax compactus
Exhyalanthrax compactus är en tvåvingeart som först beskrevs av Enrico Adelelmo Brunetti 1920.  Exhyalanthrax compactus ingår i släktet Exhyalanthrax och familjen svävflugor. Inga underarter finns listade i Catalogue of Life.